# ポプラー・ブラフ駅
ポプラー・ブラフ駅 （英語：Poplar Bluff station）はアメリカ合衆国ミズーリ州ポプラー・ブラフ サウス・メイン・ストリート400にある駅。全米各地を結ぶ旅客鉄道のアムトラックが乗り入れている。

## 概要
ポプラー・ブラフ駅はこの町で最初に開業したセントルイス・アイアンマウンテン・アンド・サザン鉄道によって1910年に建設されたレンガ造のユニオン・パシフィック鉄道の駅である。その後、1917年にセントルイス・アイアンマウンテン・アンド・サザン鉄道はミズーリ・パシフィック鉄道に引き継がれ、1982年にユニオン・パシフィック鉄道となった。
このコロニアルリバイバルの影響を受けた駅の外観の大方の部分は1998年に国家歴史登録財に登録された時のままである。2001年から2003年の間、市民委員会は、建物の所有権を取得するためにユニオン・パシフィック鉄道に働きかけた。2003年6月、ユニオン・パシフィック鉄道はポプラー・ブラフ・ヒストリック・デポ・コーポレーションと組織化された委員会が歴史的な駅を保存し、復元をするために駅を寄贈した。ポプラー・ブラフ・ヒストリック・デポ・コーポレーションはオザーク山麓地域計画委員会からの助けを借りたミズーリ州運輸省（MoDOT）を通じて114,000ドルの交通機関強化助成金を付与された。デクスターのロナルドC. ヤーザック社はバトラー郡がミズーリ州経済開発省を介して受け取った300,000ドルのコミュニティ開発ブロック助成金のために書類を用意した。2007年7月、ミズーリ州キットボンド上院議員は駅の再開発のためアメリカ合衆国住宅都市開発省から183,750ドルを確保した。バトラー郡ハイウェイ部から約11,000ドル分の現物サービスがあり、復元事業のフェーズ1は合計約609,000ドルの予算となる。

## 利用可能な鉄道路線／列車
アムトラックの停車する列車は下記の通り。
シカゴとサンアントニオ / ロサンゼルス間の夜行長距離列車テキサス・イーグル号 …1日1往復停車
※南行列車はシカゴ（日・火・金）出発便はサンアントニオでサンセット・リミテッド号と併結され、ロサンゼルス行きとなる。シカゴとサンアントニオ間は毎日運転。北行列車はロサンゼルス（日・水・金）出発便はサンアントニオまでサンセット・リミテッド号と併結され、同駅で切り離し。サンアントニオからシカゴ間は毎日運転。

## 参考資料
- Great American Stations 「Poplar Bluff, MO (PBF)」